# Chuyên chế quốc Ipeiros
Chuyên chế quốc Ipeiros (tiếng Hy Lạp: Δεσποτάτο της Ηπείρου) là một trong các quốc gia kế tục đế quốc Byzantine được thiết lập sau Thập tự chinh thứ tư năm 1204 bởi một nhánh triều đại Angelos. Chuyên chế quốc này này tuyên bố là thực thể thừa kế hợp pháp của Đế chế Byzantine, cùng với Đế chế Nicaea và Đế chế Trebizond, các vị vua của chuyên chế quốc này đã tuyên bố ngắn gọn là Hoàng đế trong năm 1225 / 1227-1242 (trong thời gian đó thường được gọi là Đế chế Thessalonica). Thuật ngữ "Chuyên chế quốc Epirus", giống như "Đế chế Byzantine", một quy ước thuật chép sử hiện đại và không phải là tên được sử dụng vào thời điểm đó.
Chuyên chế quốc này tập trung ở vùng Epirus, cũng bao gồm Albania và phần phía tây Macedonia thuộc Hy Lạp và cũng bao gồm Thessaly và miền tây Hy Lạp ở phía viễn nam Nafpaktos. Thông qua một chính sách mở rộng tích cực dưới Theodore Komnenos Doukas Chuyên chế quốc Epirus cũng nhanh chóng kết hợp trung tâm Macedonia với việc thành lập đế quốc Thessalonica năm 1224, và Thrace về phía đông đến tận Didymoteicho và Adrianopolis, và đang trên đà chiếm lại Constantinople và khôi phục Đế chế Byzantine trước trận Klokotnitsa vào năm 1230, nơi ông bị đánh bại bởi Đế chế Bulgaria. Sau đó, nhà nước Epirote ký thỏa thuận với cốt lõi của nó trong Epirus và Thessaly, và bị buộc phải tham gia vào các lực lượng khu vực khác. Nó vẫn quản lý để giữ lại quyền tự chủ của nó cho đến khi bị chinh phục bởi Palaiologan Byzantine Empire đã được phục hồi trong ca. 1337. Trong những năm 1410, Bá tước palatine của Cephalonia và Zakynthos Carlo I Tocco đã tái hợp cốt lõi của nhà nước Epirote, nhưng những người kế nhiệm của ông dần dần đánh mất nó để tiến tới Đế quốc Ottoman, với thành trì cuối cùng, Vonitsa, rơi vào tay Đế quốc Ottoman năm 1479.

## Quốc chúa

### Dòng Komnenos Doukas
- Michael I Komnenos Doukas (1205–1214)
- Theodore Komnenos Doukas (1214–1230), hoàng đế ở Thessalonica từ năm 1225 hoặc 1227
- Michael II Komnenos Doukas (1230–1271)
- Nikephoros I Komnenos Doukas (1271–1297)
- Thomas I Komnenos Doukas (1297–1318)

### Dòng Orsinio
- Nicholas Orsini (1318–1323)
- John Orsini (1323–1335)
- Nikephoros II Orsini (1335–1337 and 1356–1359)

### Dòng Nemanjića
- Simeon Uroš Palaiologos (1359–1366), hoàng đế (sa hoàng) của người Serbi và người Roma
- Thomas II Preljubović (1367–1384), despot
- Maria Angelina Doukaina Palaiologina (1384–1385), basilissa

### Dòng Buondelmontia
- Esau de' Buondelmonti (1385–1411)
- Giorgio de' Buondelmonti (1411)

### Dòng Tocco
- Carlo I Tocco (1411–1429)
- Carlo II Tocco (1429–1448), sụp đổ Ioannina 1430
- Leonardo Tocco (1448–1479), sụp đổ của Arta 1449 và Angelokastron 1460